# Miguel Ors
Miguel Ors Candela (Barcelona, 31 de agosto de 1928-Madrid, 3 de mayo de 2020) fue un periodista deportivo español. 

## Trayectoria
Ingresó en Televisión española en 1957, pocos meses después de sus primeras emisiones. Sus primeros trabajos fueron como reportero en espacios informativos. Muy pronto se especializó en programas y retransmisiones deportivas, desde el espacio Todos los deportes (1962), continuando con Graderío (1963), Campeones (1963), Cartel (1963), Ayer domingo (1965-1971), Gran premio (1966-1967) o Mirador de los deportes (1980). Entre 1962 y 1977 presentó los deportes en la Primera Edición del Telediario. Más tarde se haría cargo del programa Estudio Estadio, hasta 1983. Además, en abril de 1981 fue nombrado jefe de información deportiva del Mundial-82. Fue enviado especial de Televisión Española en cinco Campeonatos Mundiales de Fútbol, en seis Juegos Olímpicos de Verano y en los Juegos Olímpicos de Invierno de Grenoble. Fue también directivo de Televisión Española. Abandonó el Ente Público en 1992.
Trabajó también como comentarista en Radio Peninsular y Radio Intercontinental.
Fue Subdirector de los diarios Pueblo y El Imparcial. Posteriormente fue columnista del Diario ABC (desde 1982 hasta 1999). Desde finales de los años 90 colaboraba con el diario La Razón.
En 1970 se le concedió la Medalla al Mérito Deportivo. Fue también Miembro de la Real Orden al Mérito Deportivo. Recibió también la Antena de Oro, un Premio Ondas y el Premio Nacional de Televisión Española, entre otros reconocimientos.
Falleció a los noventa y un años el 3 de mayo de 2020 en Madrid.